# گوادالوپه پیندا
گوادالوپه پیندا (زاده ۲۳ فوریه ۱۹۵۵) یک خواننده مکزیکی است که یکی از نمادهای موسیقی مردمی مکزیک محسوب می‌شود. او در طول فعالیت حرفه ای خود بیش از ۳۰ آلبوم منتشر کرده است که سبک‌های مختلف موسیقی را با فروش بیش از ۱۴ میلیون نسخه در سراسر جهان پوشش می‌دهد.
او عمدتاً به زبان اسپانیایی می‌خواند، اما به زبان‌های فرانسوی، ایتالیایی، انگلیسی و عبری نیز خوانده است. او را "ملکه بولرو " می‌نامند، اما تصنیف، ماریاچی، تانگو، رانچرا و اپرا نیز خوانده است. پیندا در سراسر مکزیک، آمریکای لاتین و اسپانیا و همچنین در اروپا و آمریکای شمالی اجرا داشته است.
پیندا در اصل اهل گوادالاخارا، مکزیک است. مادر او، جوزفینا آگیلار بارازا، خواهر خواننده و بازیگر آنتونیو آگیلار است. او پسر عموی خوانندگان آنتونیو آگیلار، هیخو و پپه آگیلار است.

## زندگی
پیندا اصالتاً اهل گوادالاخارا، مکزیک است. مادرش، جوزفینا آگیلار بارازا، خواهر خواننده و بازیگر آنتونیو آگیلار است. او عموزاده خوانندگان آنتونیو آگیلار، هیخو و پپه آگیلار است.